# Železnička kolonija
Železnička kolonija je prigradsko naselje u Beogradu. Nalazi se u opštini Zemun.

## Lokacija
Železnička kolonija nalazi se u jugozapadnom delu Zemuna, pored pruge Beograd—Novi Sad—Subotica.
Graniči se ulicama Slovenskom, Geteovom, Cvijićevom (tj. železničkom prugom) i Jakšićevom.

## Karakteristike
Naselje je sagrađeno 1929. godine blizu železničke stanice Zemun-Novi Grad, sagradila ga je Jugoslovenska kraljevska železnica za smeštaj svojih zaposlenih, odakle i potiče ime Železnička kolonija. Originalno jezgro naselja sastoji se od 28 stambenih kuća koje su u početku smatrane kao privremene, tako da osnovna infrastruktura (kanalizacija, vodovod itd.) nije sprovedena do njih. Međutim, ideja da to ostane samo privremeno naselje kasnije biva odbačena i naselje opstaje. Naselje je imalo školu, prodavnicu kolonijalne robe, berbernicu, piljarnicu, kasapnicu, pekaru, obućara, kafanu i mesnu zajednicu. Posle drugog svetskog rata sa izgradnjom nove fabrike Zmaj koja je locirane preko pruge Železničke kolonije, počinje sa zapadne strane (Jakšićeva ulica) izgradnja stambene kolonije za radnike Zmaja sa nazivom Kolonija Zmaj "A". Kasnije je stvoreno još jedno naselje na severu i severoistoku koje se često svrstava u Novi Grad. Jedno vreme nosilo je ime „Franjine Rudine“ (po katastarskoj opštini), međutim to ime nije zaživelo. Sada to naselje čini urbanu vezu Železničke kolonije sa ostatkom Zemuna. Lokalna mesna zajednica koja pokriva ovu oblast, prema popisu iz 2002. godine, imala je 5.557 stanovnika. 

## Spoljašnje veze
- Zeleznicka kolonija u Zemunu
- Železnička Kolonija - Zemun